# Jeolla
Jeolla (Jeolla-do/Chŏlla-to, phát âm:[tɕʌlːado], Hán Việt: Toàn La đạo) là một trong bát đạo tại Triều Tiên dưới triều đại nhà Triều Tiên. Đạo bao gồm các tỉnh Jeolla Bắc, Jeolla Nam và thành phố Gwangju và tỉnh đảo Jeju của Hàn Quốc ngày nay. Đô phủ nằm tại Jeonju, nay là tỉnh lị của tỉnh Jeolla Bắc. Toàn bộ vùng đất nội địa của đạo được gọi là Honam "Hồ Nam".

## Lịch sử

### Tam Hàn và Tam Quốc

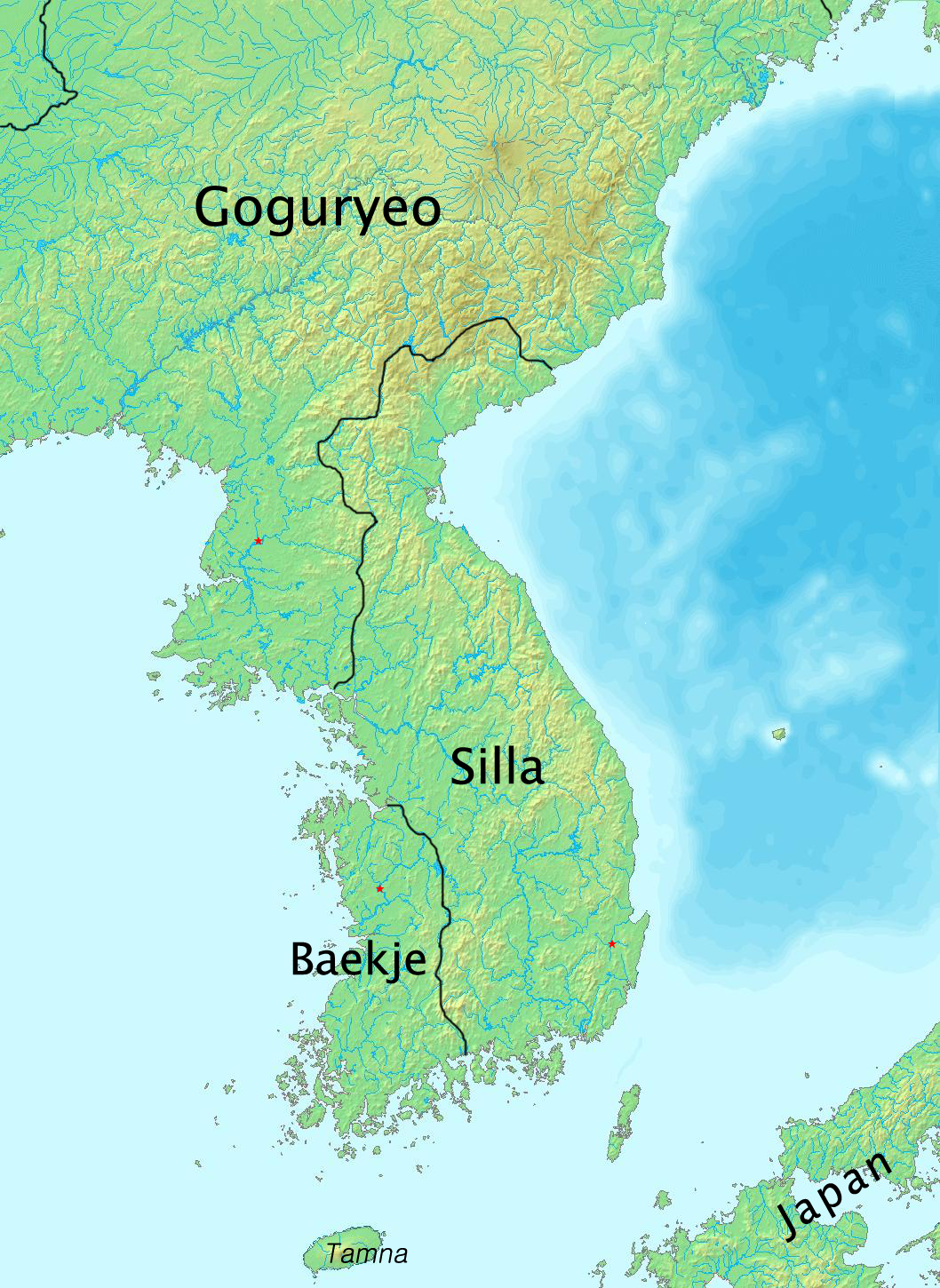
Bách Tế năm 576.

Vào thời Tam Hàn trong lịch sử Triều Tiên, khu vực Jeolla do Mã Hàn kiểm soát. Mười năm trong tổng số 45 bộ lạc Triều Tiên đặt bản doanh của họ tại khu vực này. Khi Bách Tế thay thế Mã Hàn vào thế kỷ thứ 5, thời kỳ Tam Quốc bắt đầu và khu vực Jeolla trở thành phần phía nam của Bách Tế. Jungbang trở thành trung tâm của vùng trong thời kỳ này.

### Tân La Thống nhất
Khi Tân La xâm chiếm Bách Tế với sự giúp sức của nhà Đường vào năm 660. Jeolla trở thành một phần của Tân La Thống nhất vào năm Văn Vũ thứ 16. Tân La tái tổ chức lãnh thổ của mình thành 9 "châu" (주, ju) và 5 "kinh" (경, gyeong), 3 châu trong đó thuộc về Bách Tế trước đây. Phần phía bắc của Bách Tế, Ung (Ungju; 웅주; 熊州, Ung Châu), tương ứng với tỉnh Chungcheong Nam ngày nay.
Khu vực giữa gồm có Wansan (Wansan-ju; 완산주; 完山州; Hoàn Sơn Châu) và Namwon (Namwon-gyeong; 남원경; 南原京, Nam Nguyên Kinh), tương ứng với Jeolla Bắc ngày nay. Wansan về sau đổi tên thành Jeonju. Phần phía nam dược gọi là Mujin (Mujin-ju), sau đó được đổi tên thành Muju (Mu-ju; 무주; 武州; Vũ Châu) năm 757, năm Cảnh Đức thứ 16. Mu gồm có một gun, quận và 43 hyeon, huyện, và tương ứng với Jeolla Nam ngày nay.

### Cao Ly
Năm 983, vào năm Thành Tông thứ hai của triều đại Cao Ly, quốc gia được tái tổ chức thành 12 "mok, mục". Jeonju trở thành Jeonju-mok (전주목; 全州牧; Toàn Châu mục), trong khi Muju được chia thành Naju (Naju-mok) và Seungju (Seungju-mok). Năm 995, Vua Thành Tông tiếp tục tái tổ chức lại vương quốc, lần này cả nước được chia thành 10 "do" (도; 道; đạo). Jeonju-mok được đổi tên thành Gangnam-do (Giang Nam đạo) trong khi Naju và Seungju tái hợp nhất và được đổi tên thành Haeyang-do (Hải Dương đạo).
Năm 1018, vào năm Hiển Tông thứ 9, đất nước lại được tổ chức thành 5 "do, đạo", và các đạo Gangnam và Haeyang hợp nhất thành đạo Jeollaju. (Jeollaju-do; 전라주도; 全羅州道; Toàn La Châu đạo). Tên gọi này bắt nguồn từ tên của hai thành chính trên địa bàn là Jeonju (전주; 全州; Toàn Châu) và Naju (나주; 羅州; La Châu). Âm "n" (ㄴ) trong "Naju" lúc đó được đọc là "r" (ㄹ), do vậy "n" trong "Jeonju" và "r" trong "Naju" được đồng hóa thành "l" (ㄹ) theo quy tắc phát âm tiếng Triều Tiên ở miền nam. Từ đây Jeolla trở thành một đơn vị hành chính thống nhất và tồn tại trong suốt 8 thế kỷ sau đó.

### Nhà Triều Tiên
Năm 1413, tức năm Thái Tông thứ 13, đất nước lại được chia thành 8 "do, đạo". Thời kỳ này được gọi là Triều Tiên bát đạo. Đạo Jeollaju trong những khoảng thời gian khác nhau được gọi với những cái tên như Gwangnam, Jeongwang, và Jeonnam, nhưng cuối cùng tên gốc vẫn đứng vững và được lược giản thành Jeolla (전라도; 全羅道; Jeolla-do; Toàn La đạo).
Khởi nghĩa nông dân Donghak (Đông Học) trong khoảng thời gian 1894-95 bắt đầu từ đạo Jeolla, khi nông dân nỏi dậy với sự thúc đẩy của lòng nhiệt thành của một "vị cứu tinh" địa phương và chống lại sưu thuế lúa gạo cao của triều đình và quân xâm lược Nhật Bản.
Vào ngày 26 tháng 5 năm 1895, Vua Cao Tông đã thay thế hệ thống 8 do "đạo" bằng hệ thống 23 bu "phủ" và Jeolla bị phân chia thành Jeonju (Jeonju-bu; 전주부; 全州府; Toàn Châu phủ) ở tây bắc, Naju (Naju-bu; 나주부; 羅州府; La Châu phủ) ở tây nam, Namwon (Namwon-bu; 남원부; 南原府; Nam Nguyên phủ) ở phía đông và Jeju (Jeju-bu; 제주부; 濟州府; Tế Châu phủ) trên đảo Jeju.
Vào ngày 4 tháng 8 năm 1896, Vua Cao Tông hủy bỏ hệ thống phủ và phục hồi hệ thống đạo. Jeolla, cùng với Chungcheong, Gyeongsang, Hamgyeong và Pyeongan, được chia đôi thành đạo Jeolla Bắc (전라북도, tắt là 전북, Jeonbuk) và đạo Jeolla Nam (전라남도, tắt là 전남, Jeonnam), nâng số đạo lên thành 13. Jeonbuk bao gồm Jeonju và phía bắc phủ Namwon, còn Jeonnam gồm phía nam phủ Namwon, phủ Naju và đảo Jeju. Jeonju trở thành đô phủ của Jeonbuk, còn Gwangju trở thành đô phủ của Jeonnam. Tỉnh lị của Jeonnam được chuyển về Namak vào năm 2005, khi Gwangju trở thành một trực hạt thị.

### Lịch sử hiện đại
Jeju trở thành một đạo riêng vào ngày 1 tháng 8 nặm 1946, khi nó chuyển từ một đảo thuộc đạo Jeonnam thành đạo tự trị Jeju (제주특별자치도).

## Địa lý
Jeolla giáp với đạo Chungcheong (Trung Thanh) ở phái bắc, phía đông giáp với đạo Gyeongsang (Khánh Thượng, phía nam là biển Hoa Đông, và phía tây là Hoàng Hải.
Ranh giới phía đông là dãy núi Sobaek (Tiểu Bạch), các con sông chính là Yeongsan, Seomjin và Mangyeong. Thành phố lớn nhất trong vùng là Gwangju. Ngoài Jeonju và Naju, các thành phố đáng chú ý khác gồm có Iksan (trước đây gọi là Iri), Gunsan, Mokpo, Namwon, Suncheon, và Yeosu.

## Văn hóa
Jeolla được biết đến với âm nhạc truyền thống, đặc biệt là thể loại sân khấu âm nhạc nguyên gốc được gọi là pansori, cùng như các thể loại liên quan đến nhạc cụ được gọi là sanjo.